# Бацуров
Бацуров (слч. Bacúrov) насељено је мјесто са административним статусом сеоске општине (слч. obec) у округу Звољен, у Банскобистричком крају, Словачка Република.

## Становништво
| Година:    | 1994. | 2004.    | 2014.    | 2024.   |
| ---------- | ----- | -------- | -------- | ------- |
| Број људи: | 98    | 121      | 164      | 159     |
| Разлика:   |       | +23,46 % | +35,53 % | -3,04 % |

| Година:    | 2023. | 2024.   |
| ---------- | ----- | ------- |
| Број људи: | 158   | 159     |
| Разлика:   |       | +0,63 % |

Према подацима о броју становника из 2011. године насеље је имало 153 становника.